# ディスパッチャー
ディスパッチャー（dispatcher）とは、
1. 発送係、急送者、列車・バス・トラックなどの発車係。
2. 航空会社に勤務し、その会社の全ての便のフライトプランの作成を担当する者（Flight dispatcher）。日本では運航管理者の国家資格を取得する必要がある。

## フライトディスパッチャー
通常はフライトプランは機長自ら作成するが、旅客機や貨物機等の航空運送事業の航空機においては、機体の大きさや航続距離の長大さなどからディスパッチャーが作成するよう義務付けられている。
作成されたフライトプランは、運航乗務員とディスパッチャーのブリーフィングで双方が同意することによって、正式に承認される。